# Alen Simonyan
Alen Roberti Simonyan (Armensk: Ալեն Ռոբերտի Սիմոնյան; født 5. januar 1980) er en armensk politiker. Han er formand for Armeniens parlament og tidligere medlem af Jerevans byråd. Han var fungerende præsident i Armenien fra januar til marts 2022.

## Karriere
Simonyan studerede ved det juridiske fakultet ved Jerevan Statsuniversitet og dimitterede i 2000. Herefter tjente han to år i Armeniens militær før han blev assistent i en byret Fra 2003 til 2004 arbejdede han som personalechef i en bank.
Fra 2006 til 2007 arbejdede Simonyan på en radiostation. Han samarbejdede derefter med et tv-selskab de næste fem år, hvor han instruerede og producerede en række musikalske og politiske videoklip. I 2012 blev han chefredaktør for magasinet "Ararat", før han grundlagde Ararat Media Group LLC (webstedet araratnews.am og magasinet "Ararat").
Simonyan var en af arrangørerne af den civile protest "Bilfri" mod stigningen i transportpriserne.
Den 30. maj 2015 blev han valgt til medlem af partiet Civil Kontrakts bestyrelse og blev talsmand for partiet. Han blev genvalgt den 30. oktober 2016.
Fra 2017 til 2018 var Simonyan medlem af Jerevans byråd for koalitionen Udvejsalliancen. Den 16. maj 2018 blev han valgt til Armeniens parlament for Udvejsalliancen. Senere samme år, den 9. december 2018, blev han valgt til parlamentet for for Mit Skridt-Alliancen.
Den 15. januar 2019 blev han valgt til parlamentets næstformand. 2. august blev han valgt til parlamentsformand.
Efter Armen Sarkissians tilbagetræden den 23. januar 2022 var Simonyan fungerende præsident i Armenien indtil der blev valgt en ny præsident.

## Privat
Simonyan er gift og har to børn.